# Balcha laciniosa
Balcha laciniosa is een vliesvleugelig insect uit de familie Eupelmidae. De wetenschappelijke naam is voor het eerst geldig gepubliceerd in 2005 door Gibson.